# Humbertus (Maastricht)

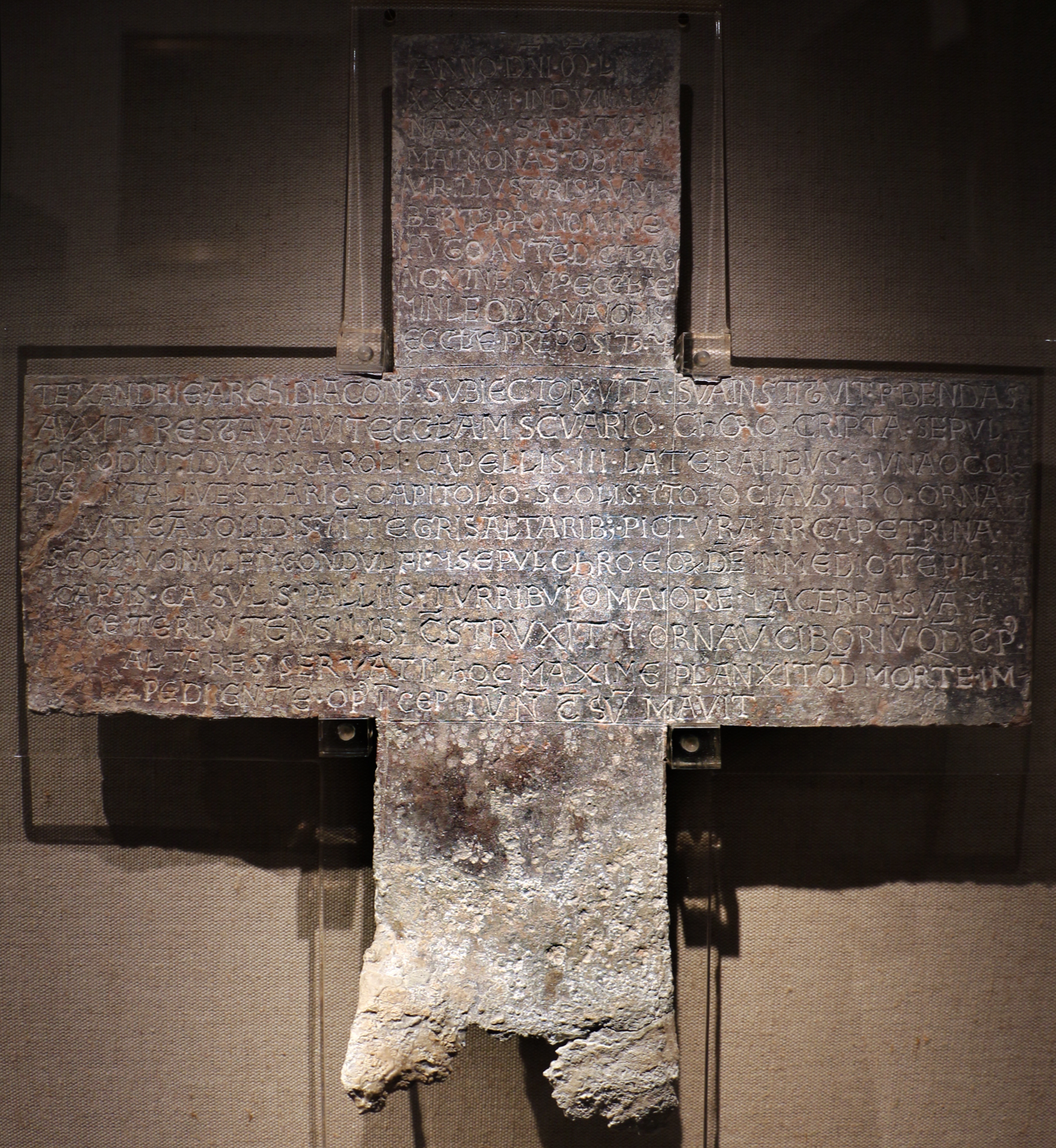
Het grafkruis van Humbertus

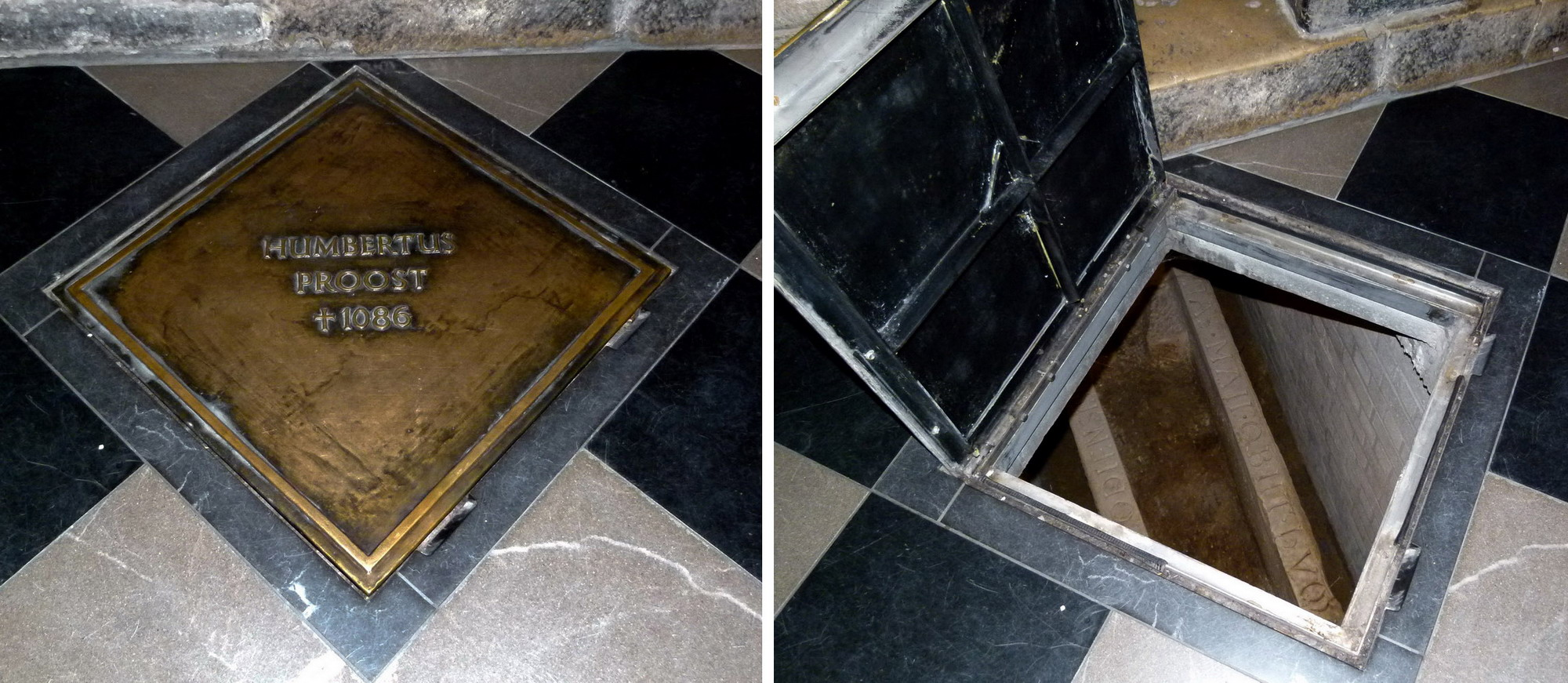
Bronzen tegel met daaronder de sarcofaag van Humbertus

Humbertus of Hugo (1e helft 11e eeuw - 1086), was een middeleeuws geestelijke en kerkenbouwer die als proost verbonden was aan het kapittel van Sint-Servaas in Maastricht en het kapittel van Sint-Lambertus in Luik. Tevens was hij aartsdiaken van Texandrië.

## Vondst graf en grafkruis
Tot 1988 was er over het leven van proost Humbertus vrij weinig bekend. De belangrijkste bron vormde Jocundus, een Franse benedictijn die ten tijde van Humbertus in opdracht van het kapittel de legende van Sint-Servaas opnieuw op schrift stelde. Op 8 juni 1988 werd bij archeologische opgravingen in de Sint-Servaasbasiliek in Maastricht het graf gevonden van Humbertus. Op de rand van de sarcofaag, uit Nivelsteiner zandsteen, stond een tekst gebeiteld en in het graf zelf werd een loden grafkruis gevonden met een levensbeschrijving van Humbertus. Bij de restauratie en herinrichting van de kerk is het graf van Humbertus zichtbaar gemaakt. Het grafkruis bevindt zich in de Schatkamer van de Sint-Servaasbasiliek. Het bestaat uit een 5 mm dikke loden plaat in de vorm van een Grieks kruis en is het grootste grafkruis ooit gevonden (afmetingen 40 x 37 cm). Het kruis bevat 20 regels ingegraveerde tekst, geschreven in een mengeling van kleinkapitalen en majuskels. De tekst beschrijft voornamelijk Humbertus' werkzaamheden in de Sint-Servaaskerk. Over zijn verrichtingen in Luik wordt niet gerept.

## Leven en werk
De eerste vermelding van Humbertus ("Hugo") als proost van Sint-Servaas dateert uit 1051. Het betreft een dodenrol van een klooster uit de Pyreneeën, waaraan iemand een gedicht toevoegde met de zinsnede "Maastricht voedt ons, vader Hugo regeert ons" (Trajectum nutrit nos, pater Hugo regit).
Op het grafkruis van Humbertus wordt hij omschreven als "een aanzienlijk man". Humbertus, die ook onder zijn bijnaam Hugo bekendstond, verbeterde de financiële positie van het kapittel van Sint-Servaas door prebenden te stichten. Een belangrijke gebeurtenis was de verheffing van de relieken van de Maastrichtse bisschoppen Monulfus en Gondulfus, een gebeurtenis die een nieuwe devotie (en nieuwe pelgrimsstromen) op gang bracht. Waarschijnlijk was het Humbertus die omstreeks 1065 de Franse monnik Jocundus van de Abdij van Fleury uitnodigde een nieuwe vita over het leven van Sint-Servaas te schrijven, de Actus Sancti Servatii. Volgens Jocundus beschermde Humbertus hem tegen de bisschop van Utrecht, Willem van Gelre, die de broer van de proost beschuldigde van moord op een familielid. Dat moet na 1086 zijn gebeurd, want Jocundus schrijft over proost Humbertus als "zaliger gedachtenis" (piae recordationis). Jocundus vermeldt verder dat Humbertus een zeer vroom man was (magnae devotionis virum) en dat hij "het muurwerk van de kerk herstelde en met schilderwerk liet verfraaien, en de kerk met vele goederen verrijkte".
Het grafkruis geeft geen specifieke informatie over Humbertus' activiteiten als proost van het Sint-Lambertuskapittel in Luik en als aartsdiaken van Texandrië. Wel wordt vermeld dat hij de prebenden van zijn ondergeschikten verbeterde; dat zal hij dus ook in Luik hebben gedaan. Onder meer in een schrijven van prins-bisschop Diederik van Beieren wordt hij genoemd als proost van de kathedrale kerk van Luik. Twee aktes uit 1057 vermelden de namen van de zeven aartsdiakens van Luik, inclusief Humbertus, en een derde akte uit dat jaar vermeld hem als getuige bij de bevestiging van een schenking van de kerken van Sint Odiliënberg en Linne.

## Bouw Sint-Servaaskerk

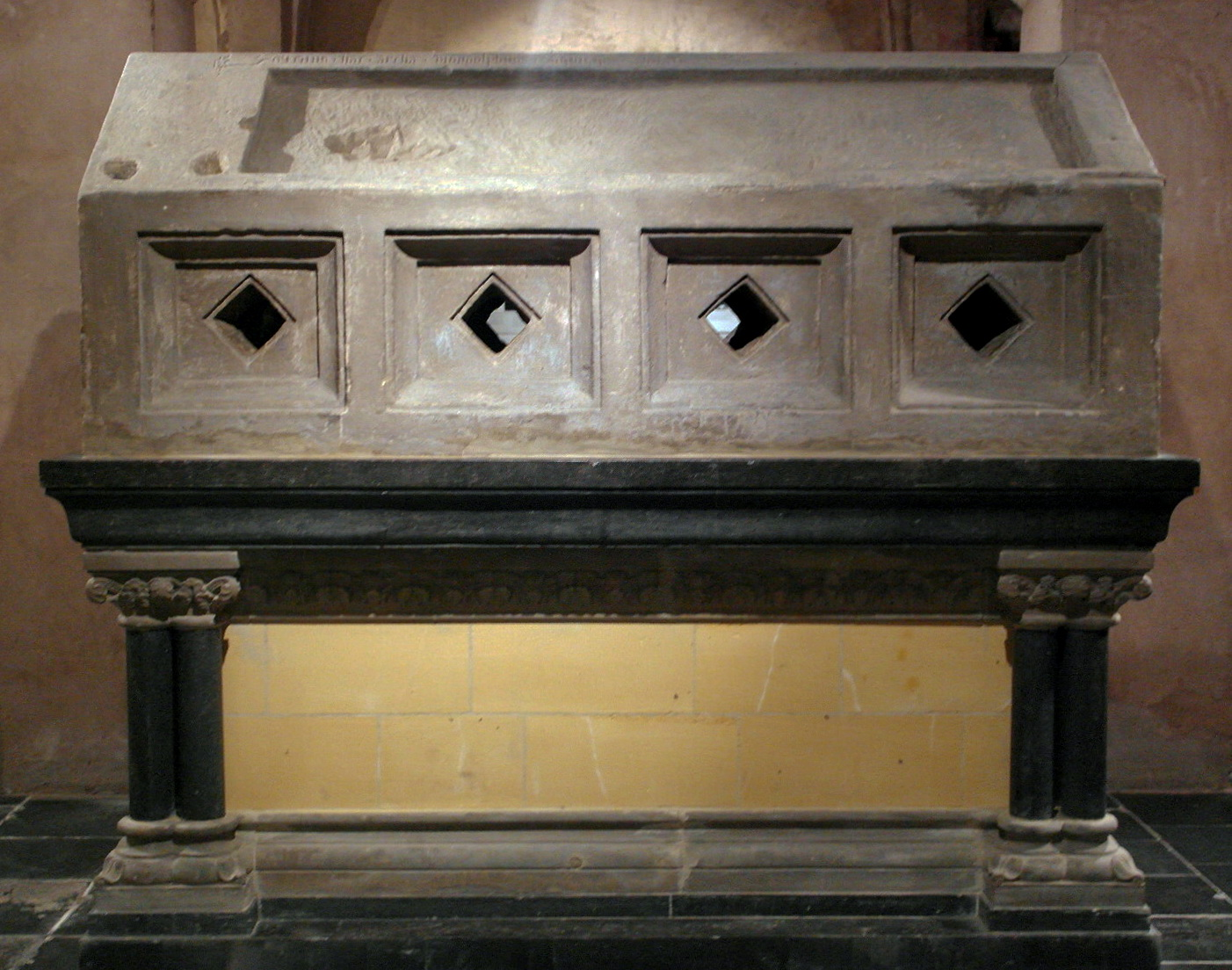
De cenotaaf van Monulfus en Gondulfus in de oostcrypte

Een van Humbertus' voorgangers, proost Geldulfus, was aan het begin van de 11e eeuw begonnen met de bouw van een grote nieuwe kerk op het graf van Sint-Servaas. Deze kerk was in 1039 in aanwezigheid van keizer Hendrik III ingewijd. Humbertus voltooide het werk van Geldulfus en verving tevens diens ambitieuze maar onpraktische transept (met polygonale uiteinden) door een meer functioneel, rechthoekig transept. In de crypte vernieuwde Humbertus het graf van Karel van Neder-Lotharingen. Verder bouwde hij de kloostergang, de sacristie, de kapittelschool en de stiftskapel. Die laatste, tegenwoordig meestal Dubbelkapel genoemd, is in min of meer ongewijzigde staat bewaard gebleven en is thans in gebruik als schatkamer. Ook liet Humbertus het interieur van de kerk verfraaien met schilderingen, een ciborie bij het altaar van Sint-Servaas, een cenotaaf voor de heilige bisschoppen Monulfus en Gondulfus in het midden van de kerk (eveneens bewaard gebleven), en een veelheid aan paramenten en liturgische gebruiksvoorwerpen. Volgens het grafkruis bleven de werkzaamheden in Maastricht door Humbertus' dood onvoltooid.
De vergroting en verfraaiing van de Sint-Servaaskerk sneed blijkbaar dermate in het budget van het kapittel, dat daardoor minder geld overbleef voor andere activiteiten. Zo leden de armere leerlingen van de kapittelschool volgens Jocundus onder het tekort aan financiële middelen. Mogelijk had een door Jocundus genoemde overeenkomst tussen Humbertus en graaf Otto I van Weimar met deze financiële problemen te maken.

## Overlijden en nagedachtenis
Humbertus overleed op 2 mei 1086 en werd in de Sint-Servaaskerk te Maastricht begraven in medio ecclesiae (in de as van het kerkschip). Aangezien in de grafkist resten van bloemen zijn gevonden die in juni of juli bloeien, kan daaruit worden afgeleid dat het lichaam van de proost zes tot acht weken opgebaard heeft gelegen in de kist, waarbij regelmatig de bloemen ververst werden. Daaruit kan worden geconcludeerd dat mensen van heinde en verre kwamen om van Humbertus afscheid te nemen.
In de kathedraal van Luik werd proost Hugo jaarlijks op zijn overlijdensdatum (2 mei) herdacht met een jaargetijde, een herdenkingsmis. In Maastricht, waar hij zoveel meer had betekend, was dat niet het geval.